# Pas innocent

El pas innocent és un concepte del dret de la mar que permet a un vaixell passar per les aigües territorials d'un altre Estat, amb subjecció a unes certes restriccions. L'article 19 de la Convenció de les Nacions Unides sobre el Dret de la Mar defineix el pas innocent com:
1. El pas és innocent mentre no sigui perjudicial per a la pau, el bon ordre o la seguretat de l'Estat riberenc. Aquest pas tindrà lloc de conformitat amb la present Convenció i a altres normes de dret internacional.
2. Es considerarà que el pas d'un vaixell estranger és perjudicial per a la pau, el bon ordre o la seguretat de l'Estat riberenc si aquest vaixell realitza, en la mar territorial, alguna de les activitats que s'indiquen a continuació:
a) Qualsevol amenaça o ús de la força contra la sobirania, la integritat territorial o la independència política de l'Estat riberenc o que de qualsevol altra forma violi els principis de dret internacional incorporats en la Carta de les Nacions Unides;
b) Qualsevol exercici o pràctica amb armes de qualsevol classe;
c) Qualsevol acte destinat a obtenir informació en perjudici de la defensa o la seguretat de l'Estat riberenc;
d) Qualsevol acte de propaganda destinat a atemptar contra la defensa o la seguretat de l'Estat riberenc;
e) El llançament, recepció o embarcament d'aeronaus;
f) El llançament, recepció o embarcament de dispositius militars;
g) L'embarcament o desembarcament de qualsevol mercaderia, moneda o persona contrària a les lleis i reglaments duaners, fiscals, d'immigració o sanitaris de l'Estat riberenc;
h) Qualsevol acte de contaminació deliberada i greu contrari a la present Convenció;;
i) Qualsevol activitat pesquera
j) La realització d'activitats de recerca o aixecaments hidrogràfics;
k) Qualsevol acte encaminat a interferir en qualsevol sistema de comunicació o en qualsevol altra instal·lació de l'Estat riberenc;

l) Qualsevol altra activitat que no tingui una relació directa amb el pas.